# Lotte, Steinfurt
Lotte là một đô thị ở huyện Steinfurt, trong Nordrhein-Westfalen, Đức. Đô thị này tọa lạc khoảng 15 km về phía đông nam của Steinfurt và 15 km về phía tây bắc của Münster.
Lotte nằm ở rìa bắc của rừng Teutoburg, gần ranh giới với Lower Saxony và khoảng 10 km về phía tây Osnabrück.